# Planetario de La Plata
El Planetario UNLP es un planetario situado en el Paseo del Bosque de la ciudad de La Plata, provincia de Buenos Aires, en Argentina y está administrado por la Facultad de Ciencias Astronómicas y Geofísicas de la Universidad Nacional de La Plata (UNLP). Fue inaugurado el 26 de junio de 2013 y es considerado uno de los más modernos de América Latina. Cuenta con una superficie aproximada de 1.200 m² y el domo, la pantalla de proyección, tiene 17 metros de diámetro. Las proyecciones digitales se realizan con resolución 4K y generan una increíble sensación inmersiva; lo convierten en un verdadero y maravilloso teatro de ciencias, arte y tecnología. El Planetario es una institución pública donde todas las actividades que se desarrollan son de carácter libre y gratuito.

## Historia
La historia de la creación del Planetario UNLP se remonta al año 2003, cuando la Universidad Nacional de La Plata, a través de la Facultad de Ciencias Astronómicas y Geofísicas y la Facultad de Arquitectura y Urbanismo, realizó un llamado a concurso de ideas para dotar de un planetario al complejo del Observatorio Astronómico ubicado en el Paseo del Bosque. De este concurso se seleccionaron las 3 mejores ideas, que se expusieron a debate y análisis pero sin vista alguna de construcción concreta del edificio.
En 2005, el arquitecto Gustavo Azpiazu asumió como Presidente de la UNLP y pensó en hacer realidad la idea del Planetario. Convocó a los tres equipos ganadores del consurso y se combinaron las ideas ganadoras. El proyecto definitivo fue diseñado por los arquitectos Gustavo San Juan, Pablo Murace y Cristian Willemoës.
El edificio comenzó a construirse en 2010, cuando el arquitecto Fernando A. Tauber era Presidente de la UNLP y se finalizó tres años después, en junio de 2013. La inversión total fue de 16 millones de pesos. El gobierno de la Provincia de Buenos Aires, a través del Ministerio de Economía, aportó 8 millones de pesos; el gobierno nacional, a través de la Secretaría de Políticas Universitarias, invirtió 5 millones y la UNLP invirtió 3 millones de pesos.
Desde su inauguración el Planetario UNLP ha sido concebido no sólo como un centro de divulgación científica, sino también como un lugar de encuentro e interacción de las múltiples disciplinas que se desarrollan en la Universidad Nacional de La Plata. Se convirtió en un nodo cultural de la ciudad platense, constituye un lugar único, tanto por su impacto sensorial, como así también por lo original de sus propuestas.

## Planetario accesible
La sala de proyección se encuentra equipada con un aro magnético para personas hipoacúsicas y distintas rampas de acceso para la cómoda circulación de visitantes con discapacidad motriz. A su vez, posee un hall central provisto con varios módulos didácticos que conforman el museo interactivo de ciencia denominado "Ciencia al Toque".

## Funciones
✨ El universo de tu imaginación/Solarians
Recomendadas para menores de 6 años
Sábados, domingos y feriados :: 15:00h ::
✨ Belisario, el pequeño gran héroe del cosmos
Recomendado para mayores de 5 años
Sábados, domingos y feriados :: 16.00h ::
✨Un paseo por el cielo
Recomendado para mayores de 5 años
Sábados, domingos y feriados :: 17.15 h ::
✨ El universo invisible
Recomendado para mayores de 8 años
Sábados, domingos y feriados :: 18.30h ::

## Visitas guiadas
Desde comienzos de abril y hasta fines de noviembre se realizan visitas guiadas para grupos escolares (alumnos de jardines y colegios de todos los niveles), y grupos no escolares de cualquier tipo de institución. Los turnos se toman con reserva previa de manera personal en las oficinas del Planetario o por teléfono llamando al (0221) 423-6593 int. 1112, de lunes a viernes de 8:00 a 13:00 h. 
Visitas para grupos CON RESERVA
- Visitas diurnas institucionales:

Se realiza un recorrido por la institución, pasando por la Biblioteca, el Parque, el Museo de la Facultad de Ciencias Astronómicas y Geofísicas y los Telescopios Históricos. Se presenta la historia del Observatorio y las actividades que se realizan. Tiene una duración de una hora y media. Hay dos turnos diarios de martes a viernes, uno a las 10 de la mañana y otro a las 2:30 h de la tarde. 
- Visitas diurnas temáticas:

Se aborda un tema específico de astronomía, geofísica o meteorología a partir de la proyección de un video y la intervención de un guía. La oferta temática se define acorde al tipo de grupo. Tiene una duración de una hora; se ofrecen cuatro turnos diarios de martes a jueves, dos a la mañana y dos a la tarde. Horarios: 9:00 h, 10:30 h, 13:30 h y 15:30 h.
- Visitas nocturnas:

Se realiza el recorrido por la institución, pasando por la Biblioteca y los Telescopios Históricos y, si las condiciones meteorológicas lo permiten, se realiza una observación astronómica. En caso de que esté nublado o lloviendo la visita no se suspende, sólo se realiza el recorrido. Tiene una duración de dos horas y se ofrece un turno diario los días martes a jueves. Horarios: 19:00 h (abril a septiembre) / 20:00 h (octubre y noviembre).
Visitas SIN RESERVA para todo público
Los días de semana durante la tarde/noche y los fines de semana y feriados, se ofrecen actividades para público de todas las edades.
- Visita al Museo de Astronomía y Geofísica

Un viaje en el tiempo a través de telescopios antiguos, objetos y fotos con un/a guía que te acompaña y te responde todas las dudas. Sin reserva previa. Una vez reunido el grupo, se comienza la visita. Martes a viernes de 16 a 17 h.
- Ciclo de charlas "Viernes en el Observatorio"

Charlas de divulgación brindadas por especialistas sobre temas de astronomía, geofísica, meteorología y ciencia en general. Todos los viernes a las 19:00 h. La entrada es por orden de llegada hasta completar la capacidad del Planetario.  
- Observación astronómica

Podés mirar las estrellas desde un telescopio de la Facultad. Desde el 24 de junio, todos los viernes a las 20 h, después de las Charlas "Viernes en el Observatorio". La visita tiene su acceso por el Planetario, e incluye una pequeña explicación de observación a simple vista y con telescopios, y un recorrido por la muestra permanente del Museo de Astronomía y Geofísica. Finalmente, si las condiciones meteorológicas lo permiten, se realiza la observación astronómica. En caso de mal tiempo sólo se suspende la observación y se ofrece un pequeño recorrido por la Facultad. Todos los viernes a las 20 h.

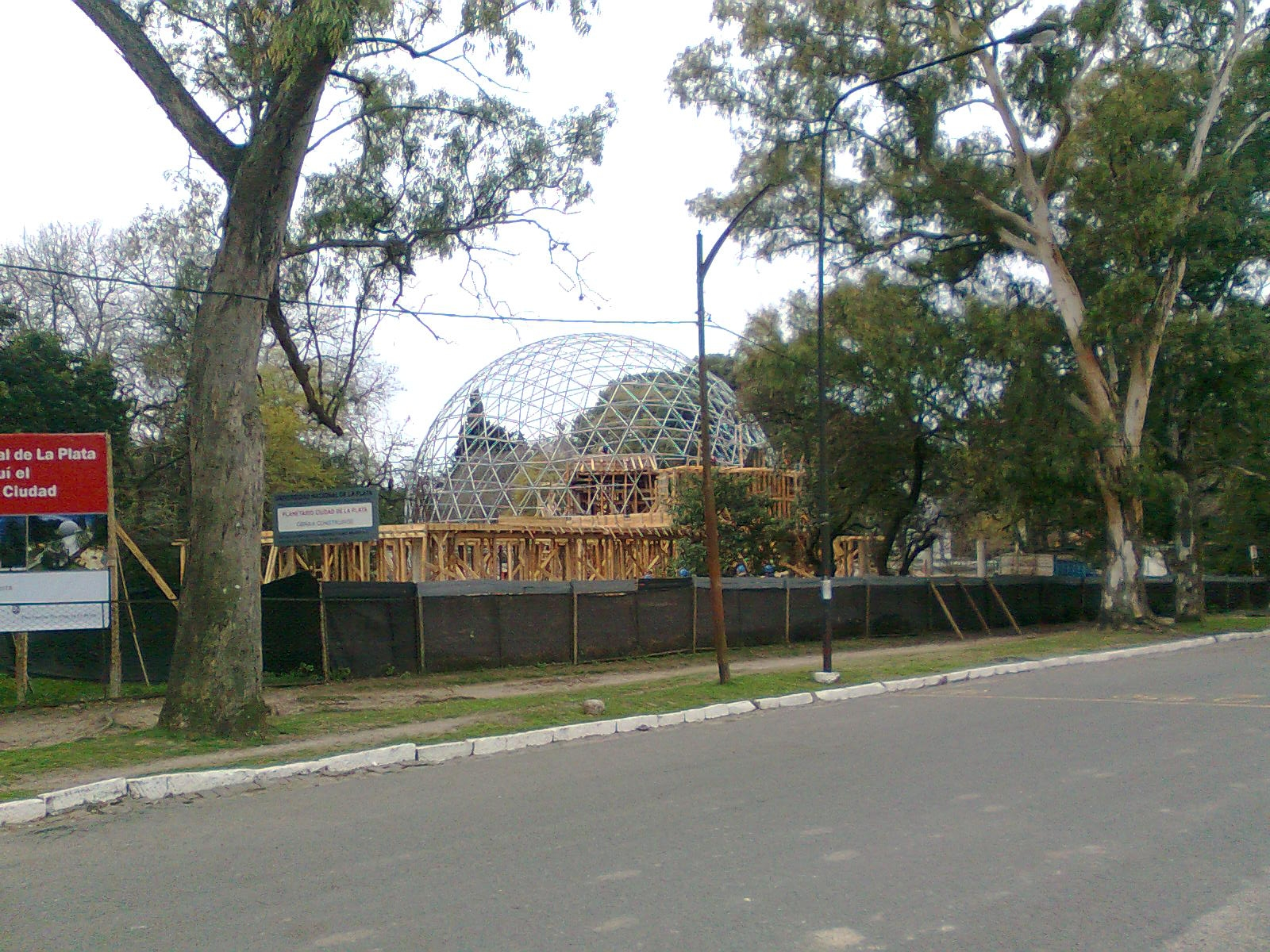
Fase inicial de la construcción del domo del Planetario, en 2011

## Producción audiovisual
Desde el año 2016, el Planetario Ciudad de La Plata en asociación con las productoras Cut to the Chase y Celeste Estudio Creativo han producido dos piezas audiovisuales en formato fulldome: una serie animada sobre la historia de la astronáutica argentina titulada Belisario: el pequeño gran héroe del Cosmos; y una película documental sobre los sitios de observación astronómica llamado El camino eterno.

### Belisario: el pequeño gran héroe del cosmos
Es una serie animada en formato fulldome que relata las aventuras de un pequeño ratón astronauta que viaja en el tiempo para inscribir su nombre en la historia de la astronáutica argentina. El primer episodio, "Los cohetes de Congreve", se estrenó el 14 de diciembre de 2016.
Esta serie es parte de un proyecto educativo transmedia que apela a diversos medios y plataformas -una revista, una colección de libros de divulgación científica, videojuegos, micro-relatos para realidad virtual y el uso intensivo de redes sociales- para divulgar los desarrollos argentinos en el área aeroespacial.

### El camino eterno
Es un documental de 55 minutos dirigido por Hernán Moyano sobre los sitios en Argentina dedicados a la observación astronómica en el espectro visual. El documental fue producido para ser exhibido en formato fulldome en planetarios digitales y cuenta también con una versión para medios tradicionales (cine, televisión).

## El equipo del Planetario UNLP
Dirección: Guillermo Bosch (Director), Martín Schwartz (Director Operativo)
Área de Visitas: Roxana Abbiati, Laura Nuñez
Área de Diseño: Emilia Cerezo (Responsable), Laura Iácona
Área de Prensa: Julia Varela
Operadores Técnicos: Marcos Muñoz, Sebastián Muñoz, Iván Rodríguez, Romina La Malfa
Operadores de Sala: Alejandra Calisaya, Corina Palazzo, Emilia Winschu, Julio Sanchez, Roberto Carrazzoni, Valentina Cabral